# ニューリー
ニューリー (Newry) は、イギリス、北アイルランド南東部のニューリー・モーン・アンド・ダウンの中心都市。
シティを流れるニューリー川が、アーマー県とダウン県の歴史的な境界であった。ベルファストから55km、ダブリンから108kmの距離に位置している。2001年の国勢調査での人口は2万7433人であった。より広域的なニューリー・アンド・モーン区の人口は87,058人であった。アイルランド共和国との国境に近い。

## 歴史
1144年、キリスト教の修道院と共に創設されたと信じられているが、一方でそれよりも前の居住の痕跡が、修道院のエリアには残っていて、最初の宗教な組織は聖パトリックによりものであったと信じられている。疑いなく、アイルランドで最も古いタウンの一つである。街はマーケットタウンかつ駐屯地として発展した。
1742年、にイギリス、アイルランドにおいて最高レベルの運河によってネイ湖と繋がり、港ができた。
2002年、エリザベス2世の在位50周年を記念するゴールデン・ジュビリーにおいて、リスバーンと共にシティのステータスが認められた。

## スポーツ
- ニューリー・シティAFC - サッカークラブ

## 出身人物
- パット・ジェニングス - サッカー選手